# Srí Lanka a 2011-es úszó-világbajnokságon
Srí Lanka a 2011-es úszó-világbajnokságon három úszóval vett részt.

## Úszás
Férfi
| Versenyző          | Esemény                      | Selejtező | Selejtező | Elődöntő          | Elődöntő          | Döntő             | Döntő             |
| Versenyző          | Esemény                      | Idő       | Helyezés  | Idő               | Helyezés          | Idő               | Helyezés          |
| ------------------ | ---------------------------- | --------- | --------- | ----------------- | ----------------- | ----------------- | ----------------- |
| Heshan Unamboowe   | Férfi 50 méteres gyorsúszás  | 24.64     | 57        | Nem jutott tovább | Nem jutott tovább | Nem jutott tovább | Nem jutott tovább |
| Heshan Unamboowe   | Férfi 100 méteres hátúszás   | 57.95     | 43        | Nem jutott tovább | Nem jutott tovább | Nem jutott tovább | Nem jutott tovább |
| Matthew Abeysinghe | Férfi 200 méteres gyorsúszás | 1:55.33   | 48        | Nem jutott tovább | Nem jutott tovább | Nem jutott tovább | Nem jutott tovább |
| Matthew Abeysinghe | Férfi 400 méteres gyorsúszás | 4:09.45   | 42        |                   |                   | Nem jutott tovább | Nem jutott tovább |

Női
| Versenyző          | Esemény                      | Selejtező | Selejtező | Elődöntő          | Elődöntő          | Döntő             | Döntő             |
| Versenyző          | Esemény                      | Idő       | Helyezés  | Idő               | Helyezés          | Idő               | Helyezés          |
| ------------------ | ---------------------------- | --------- | --------- | ----------------- | ----------------- | ----------------- | ----------------- |
| Reshika Udugampola | Női 100 méteres gyorsúszás   | 1:04.23   | 63        | Nem jutott tovább | Nem jutott tovább | Nem jutott tovább | Nem jutott tovább |
| Reshika Udugampola | Női 50 méteres pillangóúszás | 31.15     | 42        | Nem jutott tovább | Nem jutott tovább | Nem jutott tovább | Nem jutott tovább |